# Четвертое правительство Корчака
Четвертое правительство Корчака (чеш. Čtvrtá vláda Josefa Korčáka) — 5-е правительство Чешской Социалистической Республики в составе ЧССР во главе с Йозефом Корчаком. Было приведено к присяге 18 июня 1981 года.

## Состав кабинета
| Министерство (должность)                          | Имя               | Начало полномочий | Конец полномочий | Партия | Партия |
| Председатель Правительства                        | Йозеф Корчак      | 18 июня 1981      | 18 июня 1986     |        | KSČ    |
| Вице-председатель                                 | Ладислав Адамец   | 18 июня 1981      | 18 июня 1986     |        | KSČ    |
| Вице-председатель                                 | Зденек Зуска      | 18 июня 1981      | 17 декабря 1982  |        | KSČ    |
| Вице-председатель, министерство планирования      | Станислав Разл    | 18 июня 1981      | 18 июня 1986     |        | KSČ    |
| Вице-председатель, министерство планирования      | Зденек Крч        | 20 июня 1983      | 18 июня 1986     |        | KSČ    |
| Министерство финансов                             | Ярослав Тлапак    | 18 июня 1981      | 18 июня 1986     |        | KSČ    |
| Министерство труда и социальных дел               | Эмилиан Гамерник  | 18 июня 1981      | 18 июня 1986     |        | KSČ    |
| Министерство образования                          | Милан Вондрушка   | 18 июня 1981      | 18 июня 1986     |        | KSČ    |
| Министерство культуры                             | Милан Клусак      | 18 июня 1981      | 18 июня 1986     |        | KSČ    |
| Министерство здравоохранения                      | Ярослав Прокопец  | 18 июня 1981      | 18 июня 1986     |        | KSČ    |
| Министерство внутренних дел                       | Йозеф Юнг         | 18 июня 1981      | 18 июня 1986     |        | KSČ    |
| Министерство промышленности                       | Мирослав Капоун   | 18 июня 1981      | 18 июня 1986     |        | KSČ    |
| Министерство строительства                        | Карел Полак       | 18 июня 1981      | 18 июня 1986     |        | KSČ    |
| Министерство сельского хозяйства и продовольствия | Мирослав Томан    | 18 июня 1981      | 20 июня 1983     |        | KSČ    |
| Министерство сельского хозяйства и продовольствия | Владислав Тржешка | 20 июня 1983      | 18 июня 1986     |        | KSČ    |
| Министерство лесного и водного хозяйства          | Ладислав Грузик   | 18 июня 1981      | 12 апреля 1982   |        | KSČ    |
| Министерство лесного и водного хозяйства          | Франтишек Калина  | 27 апреля 1982    | 18 июня 1986     |        | KSČ    |
| Министерство торговли                             | Антонин Якубик    | 18 июня 1981      | 18 июня 1986     |        | KSČ    |

### Министры без портфеля
| Министерство (должность)                                                                  | Имя               | Начало полномочий | Конец полномочий | Партия | Партия |
| Министр без портфеля                                                                      | Франтишек Томан   | 18 июня 1981      | 20 сентября 1981 |        | ČSL    |
| Министр без портфеля                                                                      | Ладислав Копржива | 17 декабря 1981   | 18 июня 1986     |        | ČSL    |
| Министр без портфеля                                                                      | Карел Лёбл        | 18 июня 1981      | 18 июня 1986     |        | ČSS    |
| Министр — председатель Комитета народного контроля                                        | Властимил Свобода | 18 июня 1981      | 18 июня 1986     |        | KSČ    |
| Министр — председатель Чешской комиссии по научно-техническому и инвестиционному развитию | Франтишек Шрамек  | 1 ноября 1983     | 18 июня 1986     |        | KSČ    |